# Polisex (40th Anniversary)
Polisex (40th Anniversary) è un singolo di Ivan Cattaneo pubblicato nel 2021 su etichetta Soter. Si tratta del remake del brano Polisex, successo dello stesso Ivan Cattaneo contenuto nel suo album Urlo e uscito anche come singolo 45 giri nel 1980.

## Tracce
1. Ivan Cattaneo – Polisex (40th) – 3:56 (Ivan Cattaneo)
2. Adel Tirant – Polisex (ElectroPop Version) – 3:42
3. Attilio Fontana – Polisex (Bossa-Acoustic Version) – 4:12
4. Madame X – Polisex (Dark Version) – 3:31
5. Gianni Leone – Polisex (Prog Version) – 6:06
6. Ivan Cattaneo – Polisex (Club Version) (feat. Andrea K, Diego Mates, Joe Mangione) – 4:30
7. Ivan Cattaneo – Polisex (Orchestral Version) (feat. Hidden Crew) – 5:11
8. Ivan Cattaneo – Polisex (Future House Version) – 2:56
9. Ivan Cattaneo – Polisex (Trap Version) (feat. Sweet Suite) – 3:40
10. Ivan Cattaneo – Polisex (Guitar-Voice Version) – 2:29

## Formazione
- Ivan Cattaneo - voce